# Melipona variegatipes
Espèce
Melipona variegatipes, aussi appelée Melipone de Guadeloupe ou Po Ban, est une espèce d'abeilles de la tribu Meliponini et du genre Melipona.
Elle est la seule espèce d'abeilles sociales endémique de Guadeloupe. Cette espèce vit en colonies et ne possède pas de dard, deux caractères propres à ce genre néotropical.
Elle est parfois surnommée l'abeille créole.
L'espèce serait en voie d'extinction (à confirmer).

## Taxonomie
La tribu néotropicale des Meliponini compte 350 espèces réparties en 43 genres. Dans le genre Melipona qui regroupe 70 espèces, une seule espèce indigène des Antilles est décrite, Melipona variegatipes, endémique de Guadeloupe.

## Écologie
Melipona variegatipes est une abeille sociale, qui construit des colonies pérennes.
C'est un pollinisateur généraliste qui peut s'alimenter sur différentes espèces de plantes.

## Méliponiculture et miel de mélipone
Les abeilles de la tribu des Meliponini produisent du miel, le miel de mélipone, rattaché à la méliponiculture, et ses apiculteurs sont dits méliponiculteurs. La collecte de miel dans les colonies sauvages de Melipona variegatipes, sous le vocable de mouche à miel, est attesté depuis 1630.
Le miel de mélipone est collecté en faible quantité en Guadeloupe, il est très recherché sur le marché régional et vendu jusqu’à 10 fois le prix du miel d’abeille domestique.

## Étude
Le Projet MELIGUA (MELIpone GUAdeloupe) est un projet qui a été créé pour promouvoir la préservation de la mélipone et la potentialité de développement de la méliponiculture en Guadeloupe.
Le parc national de la Guadeloupe a décidé de mener une étude sur la biologie de l'espèce ainsi que sur les techniques d'élevage durable, en 2018.
La mélipone a été principalement étudiée par François Meurgey à partir de 2010.